# Altkönig-Stift

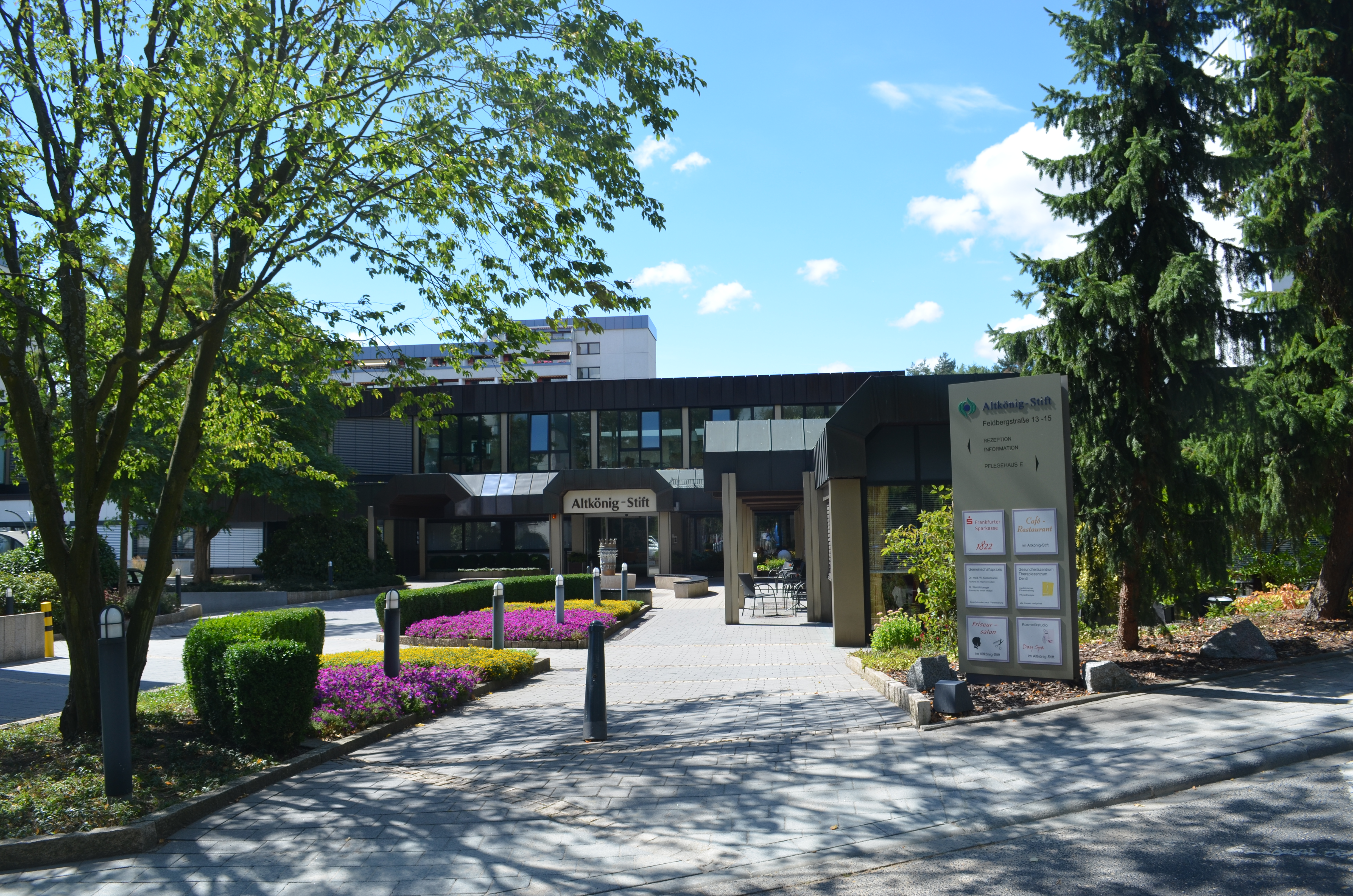
Altkönig-Stift, Eingang

Das Altkönig-Stift ist eine Seniorengenossenschaft, welche in der Rechtsform „eingetragene Genossenschaft“ (e. G.) und gemeinnützig organisiert ist. Es ist das größte Seniorenwohnstift im Rhein-Main-Gebiet und liegt im Ortsteil Oberhöchstadt von Kronberg im Taunus, am Hang des Altkönigs, direkt am Wald. Die 1969/1970 erbaute Anlage bietet Platz für 620 Bewohner. Trotz der Größe der Wohnanlage ist die Nachfrage nach Seniorenwohnungen und Pflegeplätzen größer als das Angebot. 2009 bis 2011 erfolgte ein Neubau eines neuen Pflegehauses am Waldrand mit 60 Einzelzimmern, 2013/14 der Neubau des bisherigen Pflegehauses mit 54 Einzelzimmern.
Als das Altkönig-Stift 1969/1970 erbaut wurde, bildete der Komplex zunächst einmal ein „Dorf im Dorfe“. Vor dem Bau hatte Oberhöchstadt 4.411 Einwohner, Ende 1971 waren es 5.326 Bewohner (heute sind es etwa 6.200). Zu der Sonderstellung im Dorf trug auch die Lage am Ortsrand bei, die einer Integration in die gewachsenen Dorfstrukturen entgegenstand.

## Park und Skulpturengarten

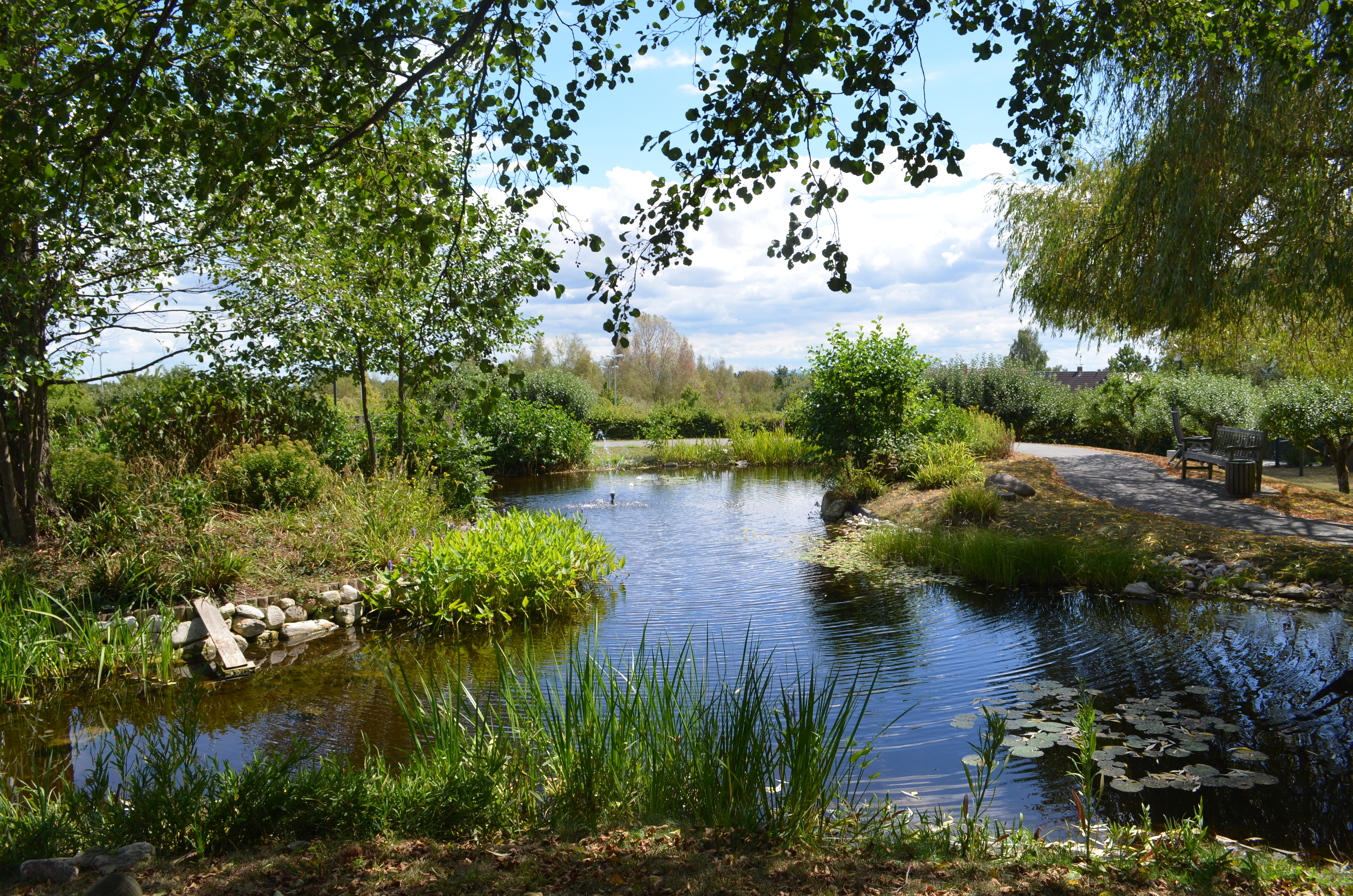
Altkönig-Stift, Park

Neben dem Altkönig-Stift befindet sich der dazu gehörige Park, der für die Bewohner und deren Gäste zugänglich ist. Die Anlage umfasst Liegewiesen, einen Bauerngarten, einen Teich, einen Pavillon und einen Skulpturengarten. Hier sind eine Reihe von Skulpturen teils namhafter Künstler ausgestellt.

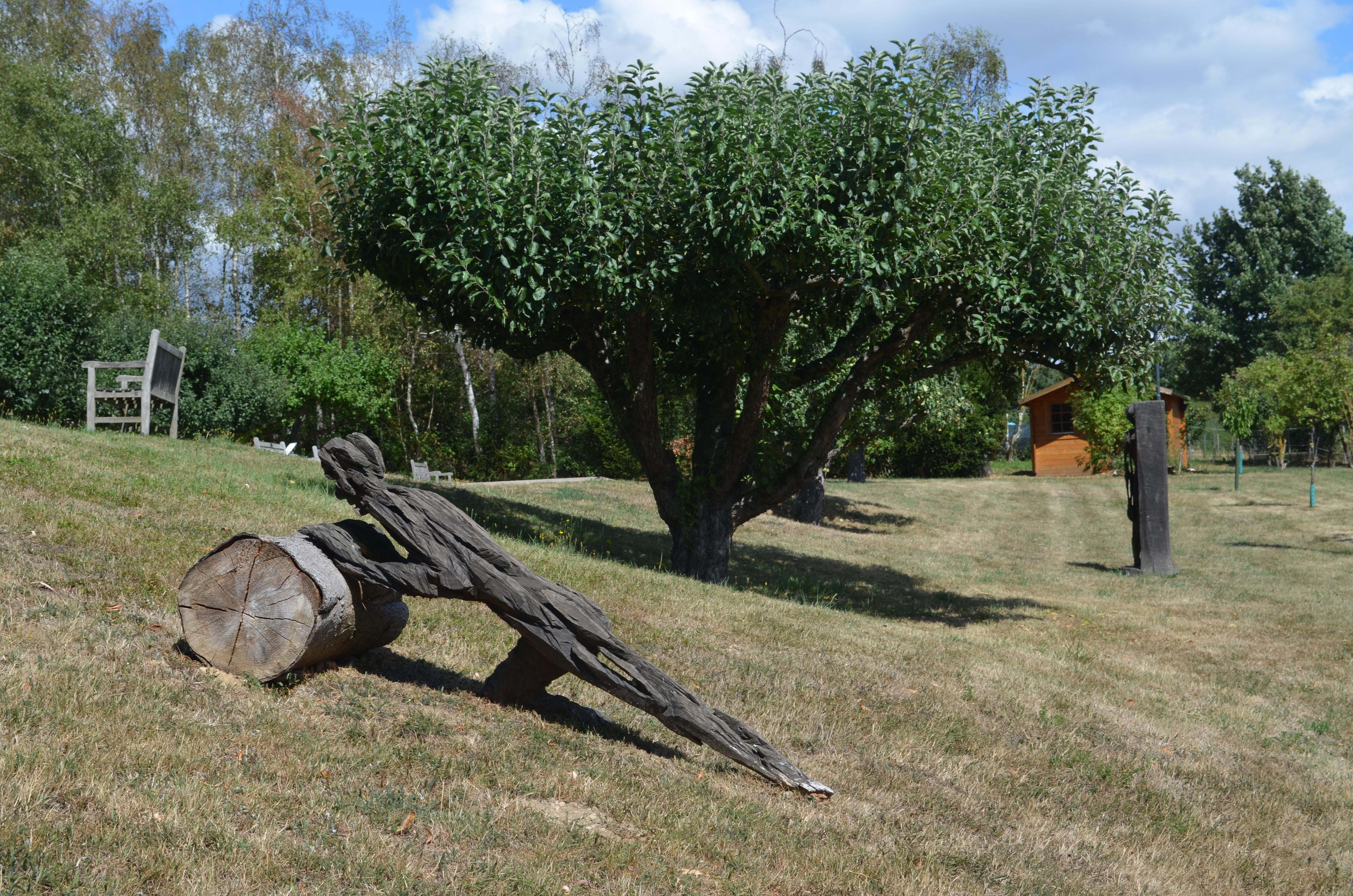
Skulptur Sisyphos
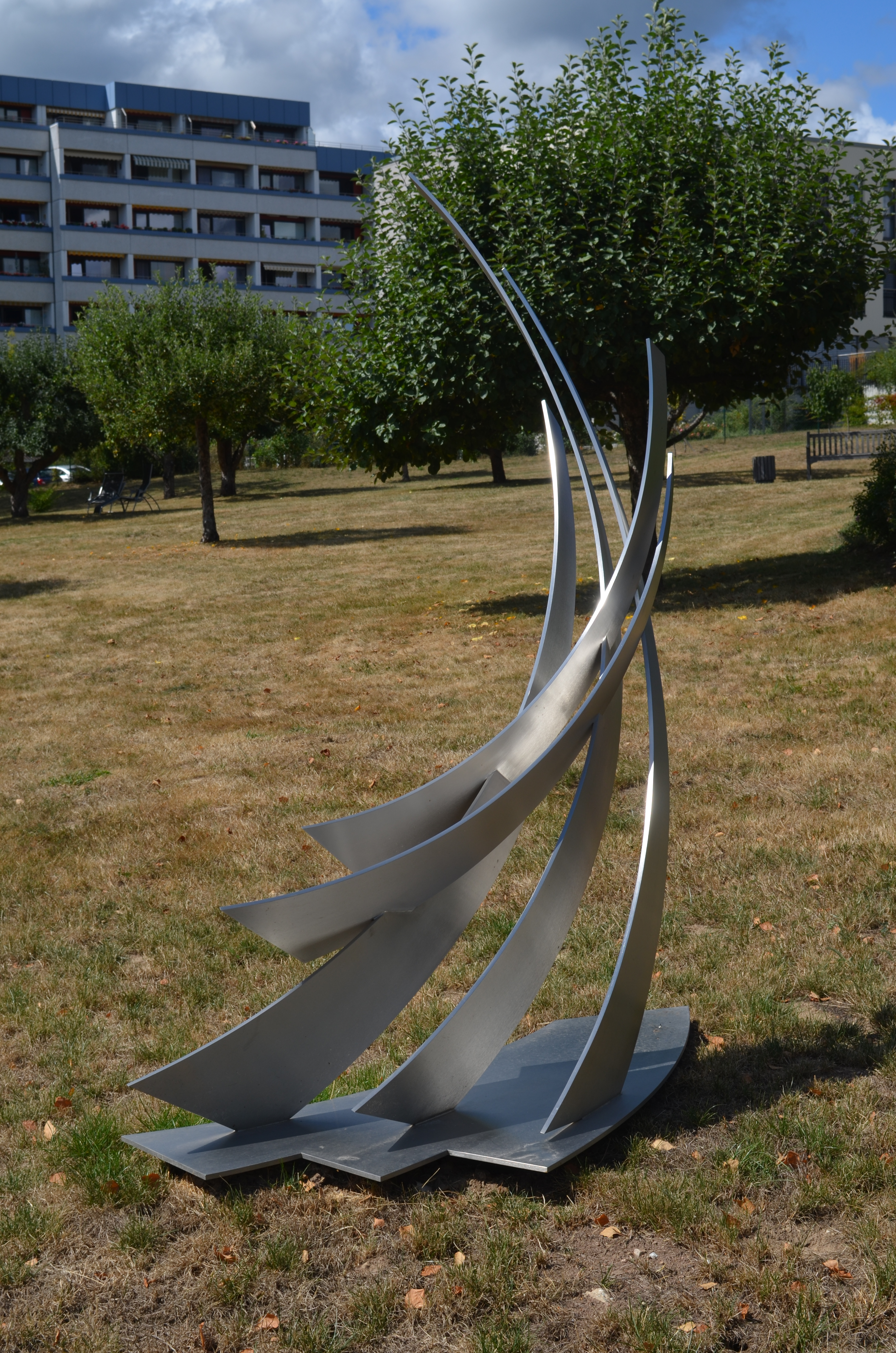
Skulptur Energetische Strömungen von Karl-Heinz Sehr
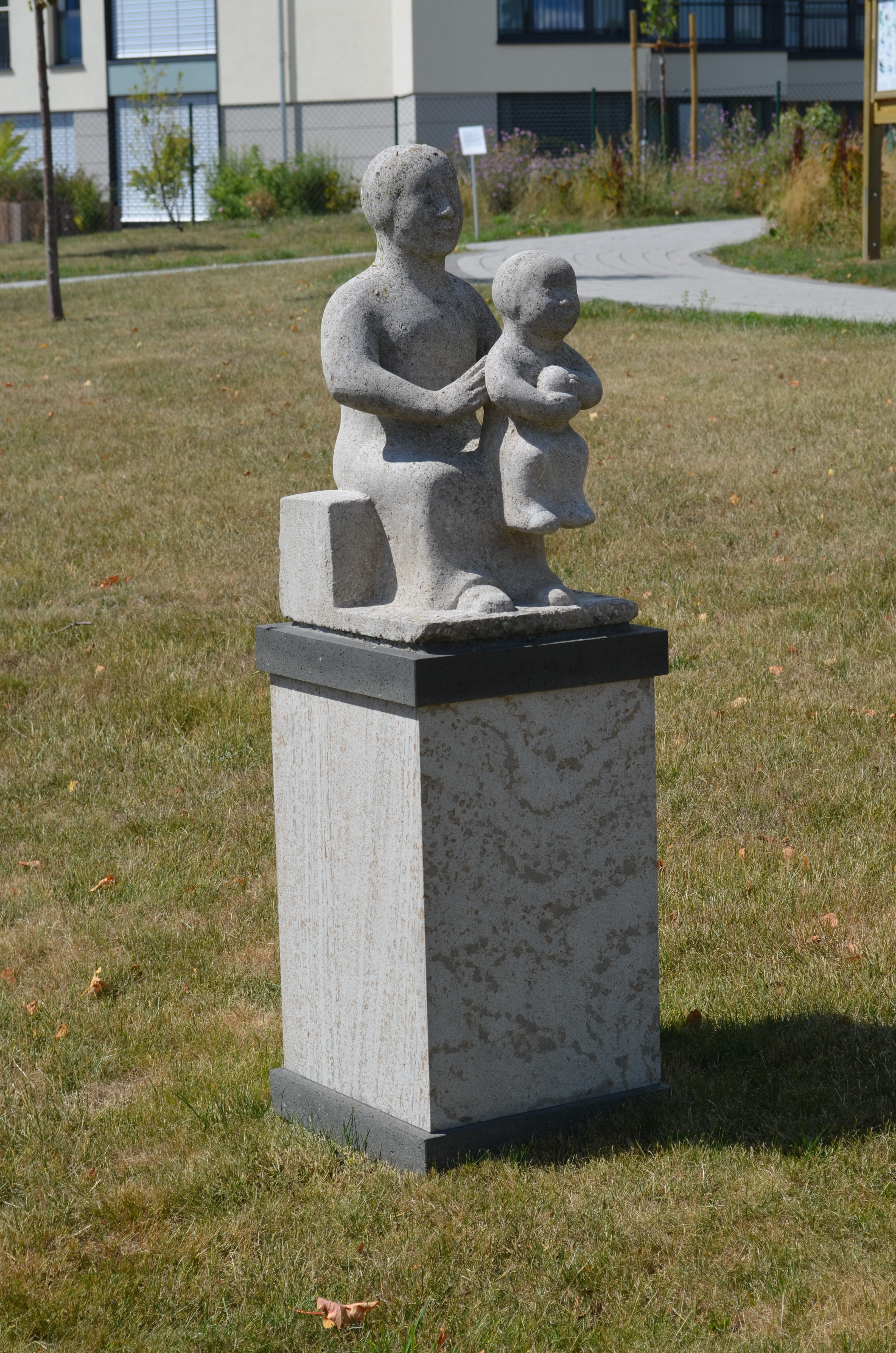
Skulptur Mutter und Kind von Willy Schmidt
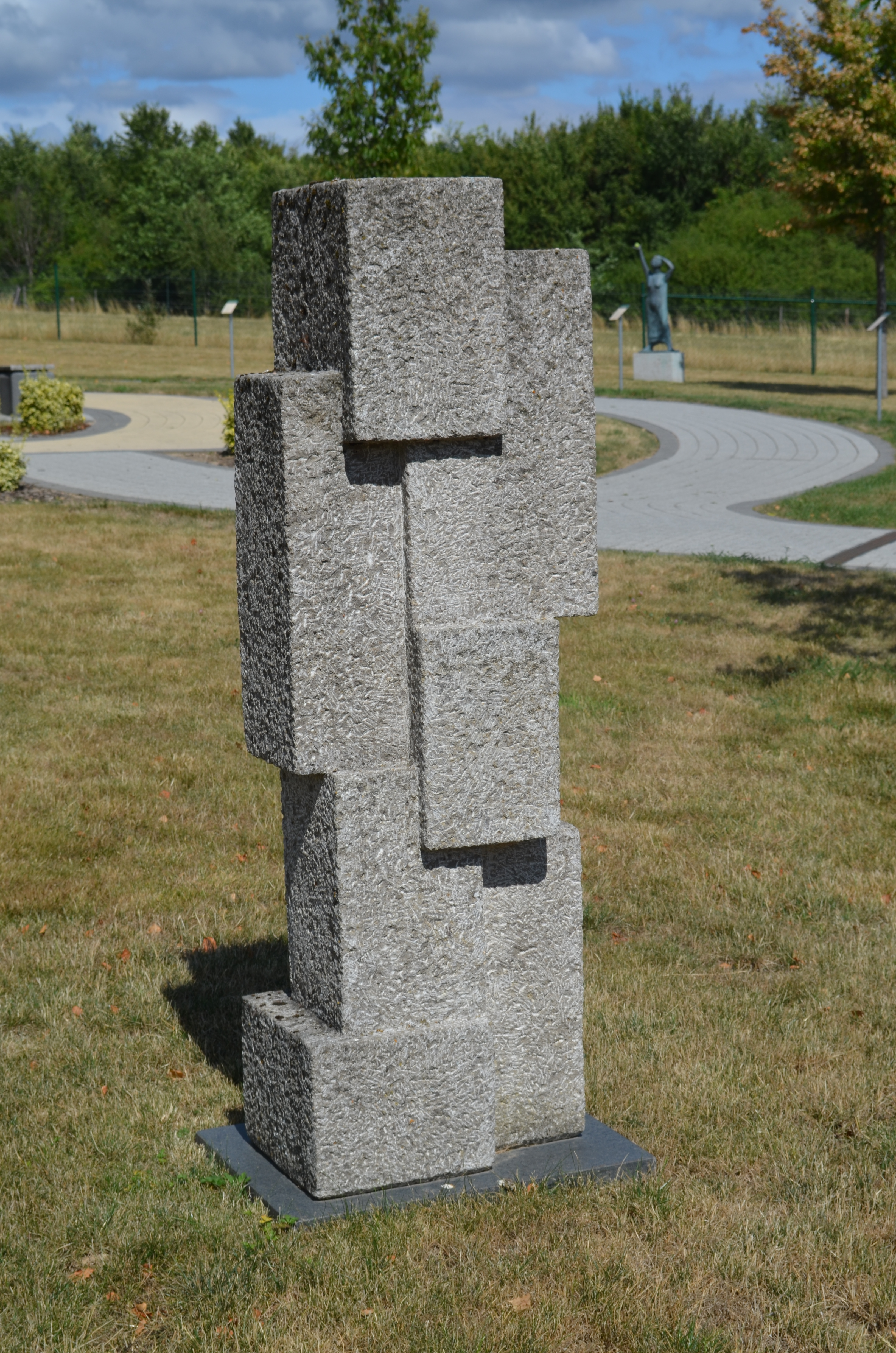
Skulptur 2005 von Hans Steinbrenner
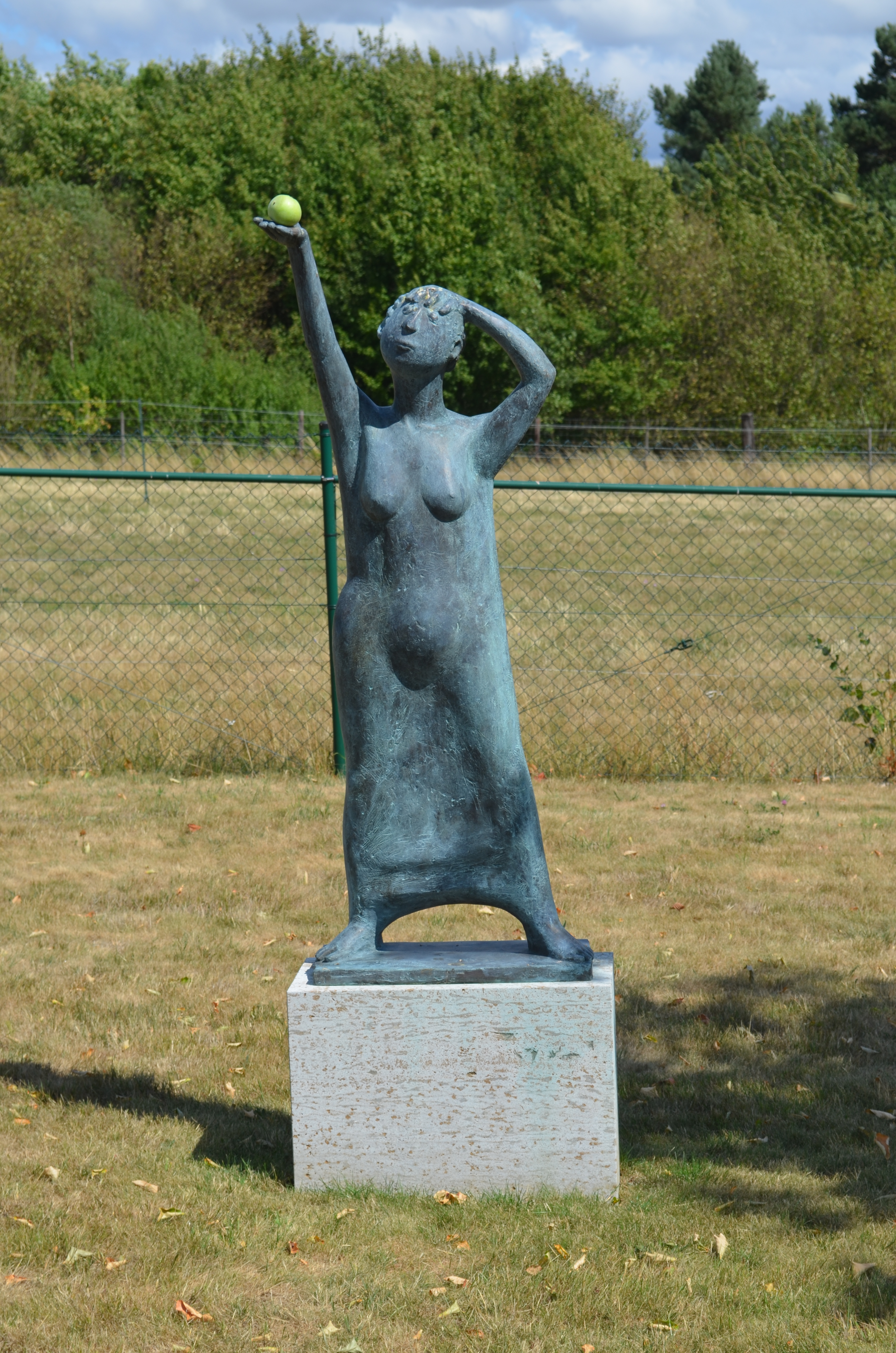
Skulptur Demonstration von Hermann zur Strassen
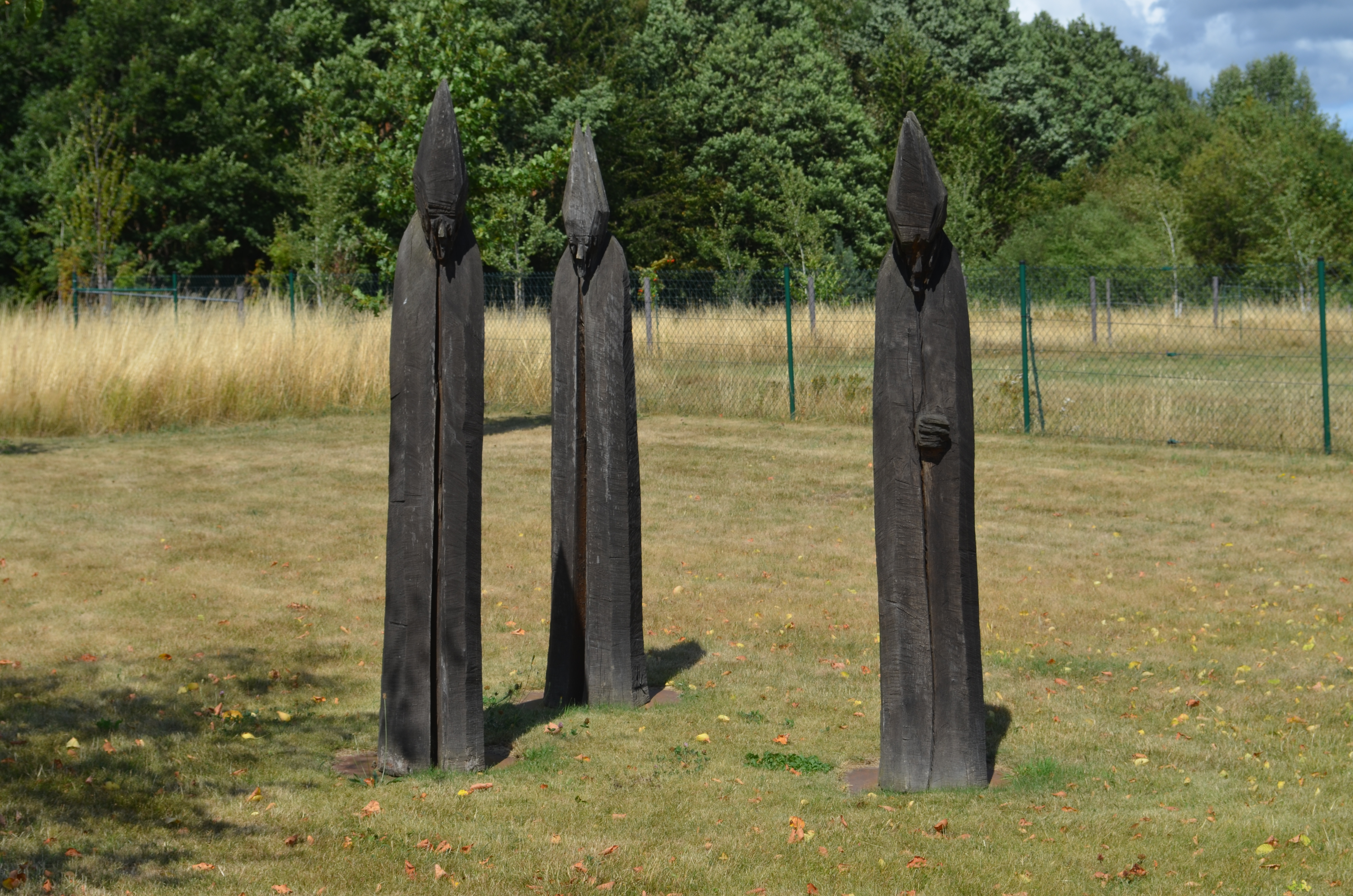
Skulpturen